# Marielouise Jurreit
Marielouise Jurreit (tidigare: Janssen-Jurreit), född 1 februari 1941 i Dortmund, är en tysk (västtysk) journalist, författare och feminist.
Janssen-Jurreit, som var aktiv inom andra vågens feminism i Västtyskland, är mest känd som författare till den 1976 utgivna Sexismus ("Sexism – manssamhällets ideologi och historia"; förkortad version), vilken är en omfattande, väldokumenterad och systematisk kritik av androcentrisk historie- och samhällsvetenskap.